# Josef Pfluger (Bischof)

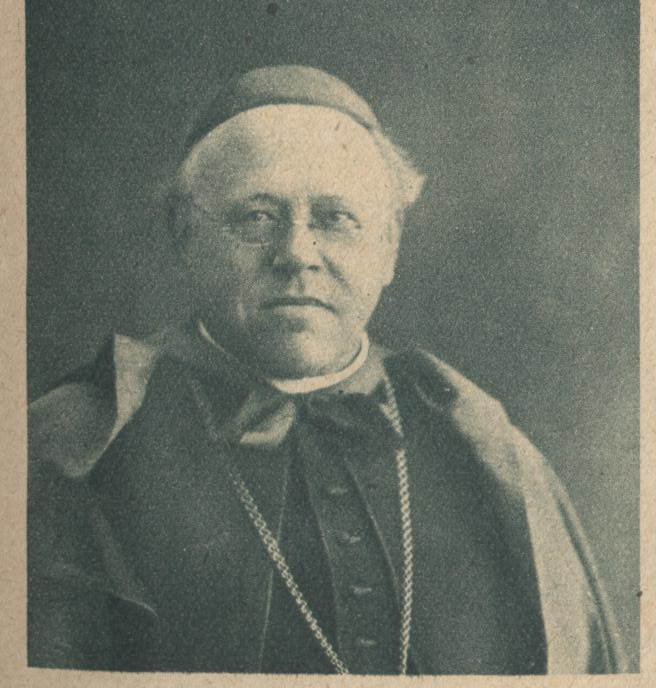
Weihbischof Josef Pfluger

Josef Pfluger (* 17. Februar 1857 in Raab, Oberösterreich; † 10. Januar 1929 in Wien) war Titularbischof von Arpasa, seit 1927 Titularerzbischof von Macra; Generalvikar und Weihbischof im Erzbistum Wien (1911–1929).

## Leben
Josef Pfluger wurde als Sohn eines Tischlermeisters in Raab (Oberösterreich) geboren. Er trat 1881 in das deutsche Priesterkolleg Santa Maria dell’Anima zu Rom ein und studierte Kanonisches Recht an der Päpstlichen Universität Gregoriana. Am 24. Juli 1881 erhielt er die Priesterweihe und wurde 1889 Zeremoniar von Kardinal Ganglbauer in Wien. 1890 promovierte Pfluger dort zum Doktor der Theologie und avancierte im gleichen Jahr zum Ordinariatskanzler. 1900 wurde er Domherr an St. Stephan zu Wien; 1911 ernannte ihn Erzbischof Franz Xaver Nagl zu seinem Generalvikar, er folgte damit Godfried Marschall im Amt.
Am 30. November 1911 berief man Josef Pfluger zum Titularbischof von Arpasa und Weihbischof in der Erzdiözese Wien, am 17. Dezember 1911 erfolgte die Bischofsweihe durch Kardinal-Erzbischof Nagl.
1913, nach Kardinal Nagls Tod, leitete Pfluger die Erzdiözese Wien als Kapitularvikar. Der neue Erzbischof Friedrich Gustav Piffl bestätigte ihn in seinen bisherigen Ämtern.
Mit Datum vom 29. Januar 1927 erhielt Josef Pfluger als persönliche Auszeichnung die Ernennung zum Titularerzbischof von Macra. Am 26. Mai 1927 fungierte Pfluger als Mitkonsekrator von Diözesanbischof Michael Memelauer in St. Pölten. Von 1921 bis 1929 amtierte der Prälat auch als Kanzler der Katholisch-Theologischen Fakultät der Universität Wien.
Weihbischof Pfluger starb am 10. Januar 1929 und wurde im Kapitelsgrab auf dem Wiener Zentralfriedhof beigesetzt.

In der „Geschichte des Erzbistums Wien“ charakterisiert ihn der Kirchenhistoriker Franz Loidl mit den Worten:

„Er galt durch Jahre als verläßlicher Ratgeber für Bischof wie Priester in allen schwierigen juristischen Fragen. Pfluger hat nie direkt in der Seelsorge gearbeitet, er war kein großer Redner und trat nur wenig in der Öffentlichkeit auf. Aber er erfüllte als sachkundiger und korrekter Beamter vorbildlich seine Pflicht und widmete seine Kräfte ganz den vielen Belangen der Diözesanverwaltung“